# 名探偵カッレくん
『名探偵カッレくん』（めいたんていカッレくん、Kalle Blomkvist　英語ではビル・バーグソン）は、スウェーデンの児童書の編集者で、同時に児童文学作家でもあるアストリッド・リンドグレーンの児童文学。日本では1965年に尾崎義の翻訳で、岩波書店より刊行された。「カッレくん」が活躍する作品には、他に「カッレくんの冒険」「名探偵カッレとスパイ団」があり、この三部作をして「名探偵カッレくん」シリーズと呼ばれる。

## ストーリー
名探偵に憧れる少年カッレ・ブルムクヴィストと、靴屋の息子アンデス・ベングトソン、パン屋の娘でお転婆なエーヴァ・ロッタ・リサンデルは大の仲良し。だが、3人は様々な事件に巻き込まれてしまう。彼らは厳しい試練に遇いながらも事件を解決していく。

## ｢カッレくん｣シリーズ
名探偵カッレくん
カッレとアンデス、エーヴァ・ロッタは、ある日突然町を訪れた、エーヴァ・ロッタの叔父のエイナル・リンドベリに出会う。エーヴァ・ロッタを昔から知るという親しげなエイナルに対して、3人はなかなか馴染めずに過ごす。さらに、合鍵を持っていたり、不審な挙動をする彼を、｢名探偵カッレ」は怪しいと考え始めた。
カッレくんの冒険
エイナルの事件を解決した少し後の物語。
ある日、高利貸をしているグレーンじいさんが殺されている現場をエーヴァ・ロッタが目撃する。しかもエーヴァ・ロッタはグレーンが殺された直後に犯人と逢い、言葉を交わしていた。ショックを受け、塞ぎこむエーヴァ・ロッタだったが、徐々に気持ちも回復していく。アンデスは以前に事件を解決したカッレに助けてもらってはどうかと警察に言うが、受け入れてもらえない。そんな中、犯人と思われる人物からエーヴァ・ロッタに送られたチョコレートに砒素が入っていたことをカッレが発見し、エーヴァ・ロッタが口封じのために殺されそうになったことがわかる。事態は一転、警察はカッレに協力を要請する。
カッレくんとスパイ団
防弾軽金属を開発したラスムソン教授と、その息子ラスムスは、軽金属を防弾化するための加工化学式を目的としたスパイ団に誘拐される。エーヴァ・ロッタはラスムスを安心させるため共に誘拐犯の車に乗り込む。後を追ったカッレとアンデスはスパイのアジトに着く。夏休みをその島で過ごすことになってしまった。さらに、彼らは数式を渡さなければ、ラスムスを連れ去ると脅す。